# Epilimnion
În limnologie, prin epilimnion se înțelege un strat de apă de la suprafața lacurilor, cu temperatura foarte variabilă de la un sezon la altul, bine luminat și, spre deosebire de hipolimnion, bogat în oxigen.
Între epilimnionul de la suprafață și hipolimnionul de la fundul apei se află un strat intermediar, denumit metalimnion sau termoclin, în care se constată o scădere continuă și exponențială a temperaturii.
În cursul zilei, prin absorbția razelor soarelui, în epilimnion se produce o încălzire pe straturi de temperatură. În cazul că bate vântul, nu se mai produce încălzirea pe straturi, ci o încălzire omogenă. Spre seară, prin reducerea radiației solare, și noaptea, datorită răcirii atmosferei, în epilimnion apar curenți de convecție, care omogenizează întregul epilimnion, uneori antrenând și straturile superioare ale metalimnionului.
Primăvara, puterea razelor soarelui de a forma straturi crește, astfel că la miezul zilei depășește puterea de omogenizare a straturilor de către vânt. În aceată fază, epilimnionul scade ca grosime, în timp ce metalimnionul crește în grosime.
Toamna, bilanțul termic devine negativ. Răcirea sprijină procesele de omogenizare. Epilimnionul se răcește și, în consecință, crește ca grosime. Din ce în ce mai multă apă e preluată din metalimnion și amestecată cu straturile superioare. Efectul final constă în circulația de toamnă a apei.
Formarea straturilor se datorează anomaliei de densitate a apei.